# هاسویک
هاسویک (به لاتین: Hasvik) یک شهرداری در نروژ است که در فینمارک واقع شده‌است. هاسویک ۵۵۵٫۵۶ کیلومتر مربع مساحت و ۱٬۰۲۲ نفر جمعیت دارد.